# Andrena sphecodimorpha
Andrena sphecodimorpha là một loài Hymenoptera trong họ Andrenidae. Loài này được Hedicke mô tả khoa học năm 1942.